# Kiss Balázs (birkózó)
Kiss Balázs (Budapest, 1983. január 27. –) világbajnok magyar birkózó.

## Sportpályafutása
Az 1998-as serdülő világbajnokságon aranyérmes lett. A következő évben a serdülő vb-n 10. volt. A 2000-es kadett Eb-n első helyen végzett. A junior Eb-n ötödik lett. A 2001-es junior vb-n 12.-ként zárt. A 2002-es junior vb-n ismét aranyérmet szerzett. 2003-ban a felnőtt vb-n 16., az Eb-n kilencedik, a junior vb-n második lett. 2004-ben második lett a főiskolai világbajnokságon. Az olimpiára nem sikerült kijutnia.
2005-ben az universiadén kiesett. 2006-ban az Európa-bajnokságon 96 kg-ban hetedik lett. A kötöttfogású csapat világkupán tagja volt a negyedik helyen végzett válogatottnak. A következő évben az Eb-n bronzérmet szerzett. A világbajnokságon 18. volt. A 2008-as kontinensbajnokságon 12. helyen végzett.
A 2009-es Európa-bajnokságon 18. lett. A világbajnokságot megnyerte. Egy 2010 márciusi dopping ellenőrzésen fennakadt és egyéves eltiltást kapott. A 2011-es Európa-bajnokságon egy bordasérülés miatt visszalépett és kilencedik lett. A világbajnokságon 14. volt. Az olimpiára nem tudta kvalifikálni magát.
A 2013-as Európa-bajnokságon 16. helyezést szerzett. A világbajnokságon bronzérmet ért el. A 2014-es Eb-n nyolcadik lett. A világbajnokságon egy combsérülés miatt nem vett részt. A 2015-ös vb-n 20. lett. A 2016-os olimpiát megelőzően magyar bajnok lett súlycsoportjában, valamint az egymás közötti válogatóversenyen legyőzte Varga Ádámot és ezzel kivívta a szereplés jogát az ötkarikás játékokon.
A riói játékokon a nyolcaddöntőben kapott ki 5-3-ra a svéd Fredrik Schöntől.
A 2017-es újvidéki Európa-bajnokságon bronzérmet nyert 98 kilogrammban. A párizsi világbajnokságon is bronzérmes lett.
A 2018-as budapesti világbajnokságon 5. helyen végzett. Részt vett a 2019. évi Európa-játékokon Minszkben.
A 2019-es világbajnokságon a nyolcaddöntőben esett ki.
A 2021-es Európa-bajnokságon ezüstérmes lett.

## Eredményei világversenyeken
| Év   | Torna                            | Helyszín                             | Eredmény | Súlycsoport |
| ---- | -------------------------------- | ------------------------------------ | -------- | ----------- |
| 2003 | 2003-as birkózó-Európa-bajnokság | Belgrád, Szerbia és Montenegró       | 9.       | 84 kg       |
| 2003 | 2003-as birkózó-világbajnokság   | Créteil, Franciaország               | 16.      | 84 kg       |
| 2006 | 2006-os birkózó-Európa-bajnokság | Moszkva, Oroszország                 | 7.       | 96 kg       |
| 2007 | 2007-es birkózó-Európa-bajnokság | Szófia, Bulgária                     | 3.       | 96 kg       |
| 2007 | 2007-es birkózó-világbajnokság   | Baku, Azerbajdzsán                   | 18.      | 96 kg       |
| 2008 | 2008-as birkózó-Európa-bajnokság | Tampere, Finnország                  | 12.      | 96 kg       |
| 2009 | 2009-es birkózó-Európa-bajnokság | Vilnius, Litvánia                    | 18.      | 96 kg       |
| 2009 | 2009-es birkózó-világbajnokság   | Herning, Dánia                       | 1.       | 96 kg       |
| 2011 | 2011-es birkózó-Európa-bajnokság | Dortmund, Németország                | 9.       | 96 kg       |
| 2011 | 2011-es birkózó-világbajnokság   | Isztambul, Törökország               | 14.      | 96 kg       |
| 2013 | 2013-as birkózó-Európa-bajnokság | Tbiliszi, Grúzia                     | 16.      | 96 kg       |
| 2013 | 2013-as birkózó-világbajnokság   | Budapest, Magyarország               | 3.       | 96 kg       |
| 2014 | 2014-es birkózó-Európa-bajnokság | Vantaa, Finnország                   | 8.       | 98 kg       |
| 2015 | 2015-ös birkózó-világbajnokság   | Las Vegas, Amerikai Egyesült Államok | 20.      | 98 kg       |
| 2016 | Olimpia                          | Rio de Janeiro, Brazília             | 9.       | 98 kg       |
| 2017 | 2017-es birkózó-Európa-bajnokság | Újvidék, Szerbia                     | 3.       | 98 kg       |
| 2017 | 2017-es birkózó-világbajnokság   | Párizs, Franciaország                | 3.       | 98 kg       |
| 2018 | 2018-as birkózó-Európa-bajnokság | Kaszpijszk, Oroszország              | 3.       | 97 kg       |
| 2018 | 2018-as birkózó-világbajnokság   | Budapest, Magyarország               | 5.       | 97 kg       |
| 2021 | 2021-es birkózó-Európa-bajnokság | Varsó, Lengyelország                 | 2.       | 97 kg       |

## Díjai, elismerései
- Az év magyar birkózója (2009)
- Zugló Sportjáért Emlékserleg (2018)[14]